# Arrieta (Álava)
Arrieta es un concejo del municipio de Iruraiz-Gauna, en la provincia de Álava, España.

## Toponimia
En el año 1025, en la Reja de San Millán, consta como Harrieta.En la documentación de siglos sucesivos consta ya como Arrieta (1257, 1390, 1456, 1503, 1551, siglo XVIII, 1846). Etimológicamente, el topónimo tiene un claro origen en el euskera: harri (piedra, peña) y -eta (lugar, sitio de/con).

## Geografía física
La localidad está situada a 587 metros de altitud, en un llano al pie de la vertiente norte de la sierra de la Atalaya o Atila y a orillas del arroyo de la Venta.

### Ubicación
|                           | Norte: Dallo |             |
| Oeste: Echávarri-Urtupiña |              | Este: Gaceo |
|                           | Sur: Acilu   |             |

## Historia
Hacia mediados del siglo XIX, el lugar, por entonces perteneciente a Iruraiz, tenía contabilizada una población de 46 habitantes. Aparece descrito en el tercer volumen del Diccionario geográfico-estadístico-histórico de España y sus posesiones de Ultramar de Pascual Madoz con las siguientes palabras:

ARRIETA: l. en la prov. de Alava (3 leg. á Vitoria), ob. de Calahorra (21), vicaría y part. jud. de Salvatierra (1 1/2), herm. y ayunt. de Iruraiz (1/2): sit. en un llano á la terminacion de una pequeña altura: el clima sano: la igl. parr. (Sta. María Magdalena) está servida por 1 beneficiado: confina al N. con Dallo, por E. con Ezquerecocha, al S. Chinchetru, y á O. Argomaniz, de cuyos puntos dist. 1/4 de leg.: el terreno es bastante fértil, y tiene buenas aguas, que reunidas á las del invierno dan impulso á 1 molino harinero: los caminos son medianos: prod. toda clase de cereales, y algunas legumbres y frutas: pobl. 7 vec., 46 almas.
(Madoz, 1846, p. 17)

En la actualidad, pertenece al municipio de Iruraiz-Gauna. En 2022, tenía empadronados 39 habitantes.

## Demografía
| Gráfica de evolución demográfica de Arrieta entre 2000 y 2017 |
|                                                               |
| Población de derecho según los censos de población del INE.   |

## Patrimonio

### Patrimonio material

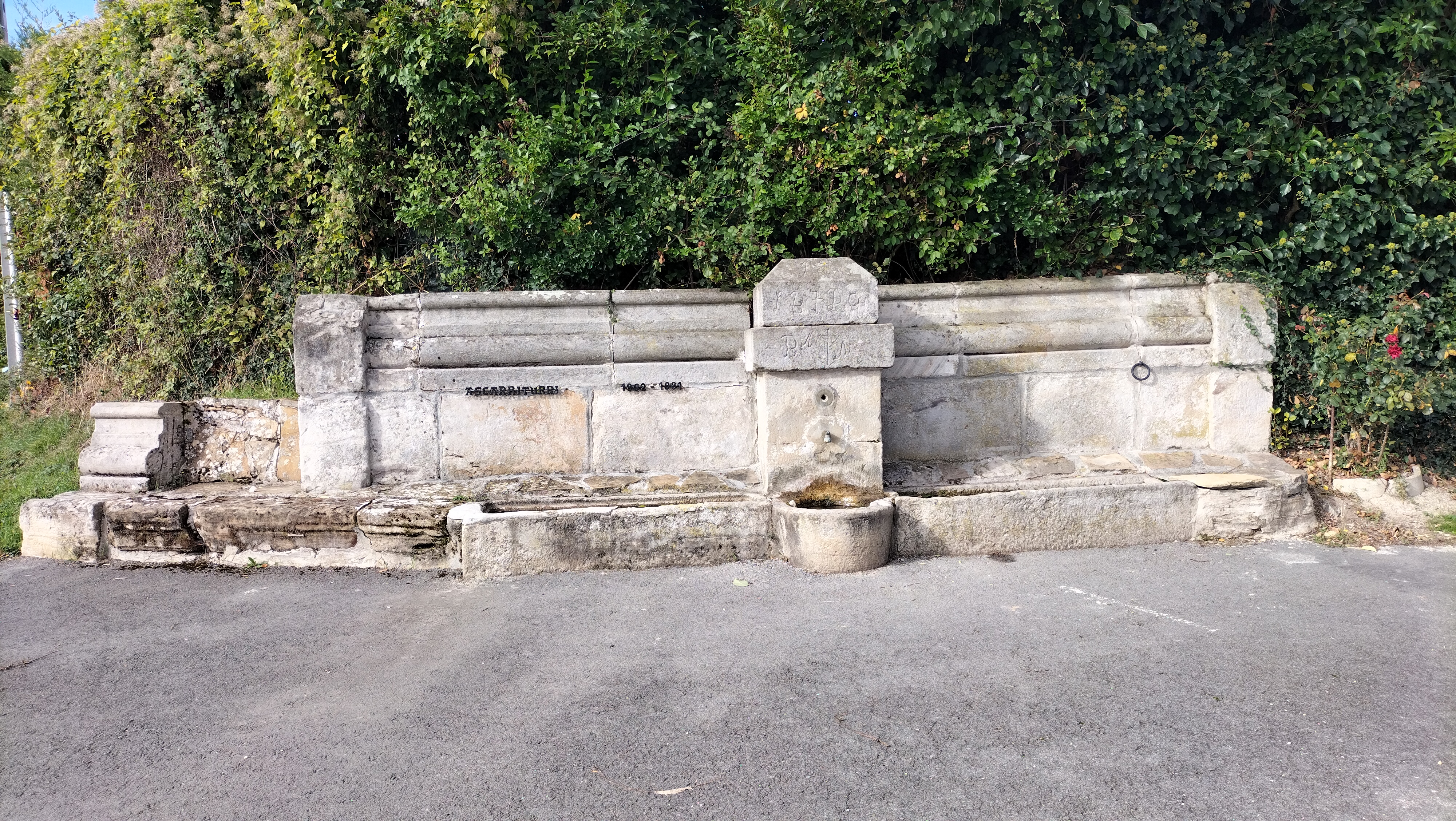
Fuente de Askarriturri

Iglesia de Santa María Magdalena: Edificio de la segunda mitad del siglo XVI, restaurado con posterioridad, con planta de salón con cabecera recta y nave de dos tramos. En la parte exterior del sudoeste se conserva una ménsula sin decorar que pudo pertenecer al primitivo templo medieval. Pila bautismal del siglo XVI. El retablo mayor, sin dorar ni pintar, es del siglo XVII. El retablo lateral, del siglo XVIII. La torre de la iglesia es neoclásica, también del siglo XVIII.

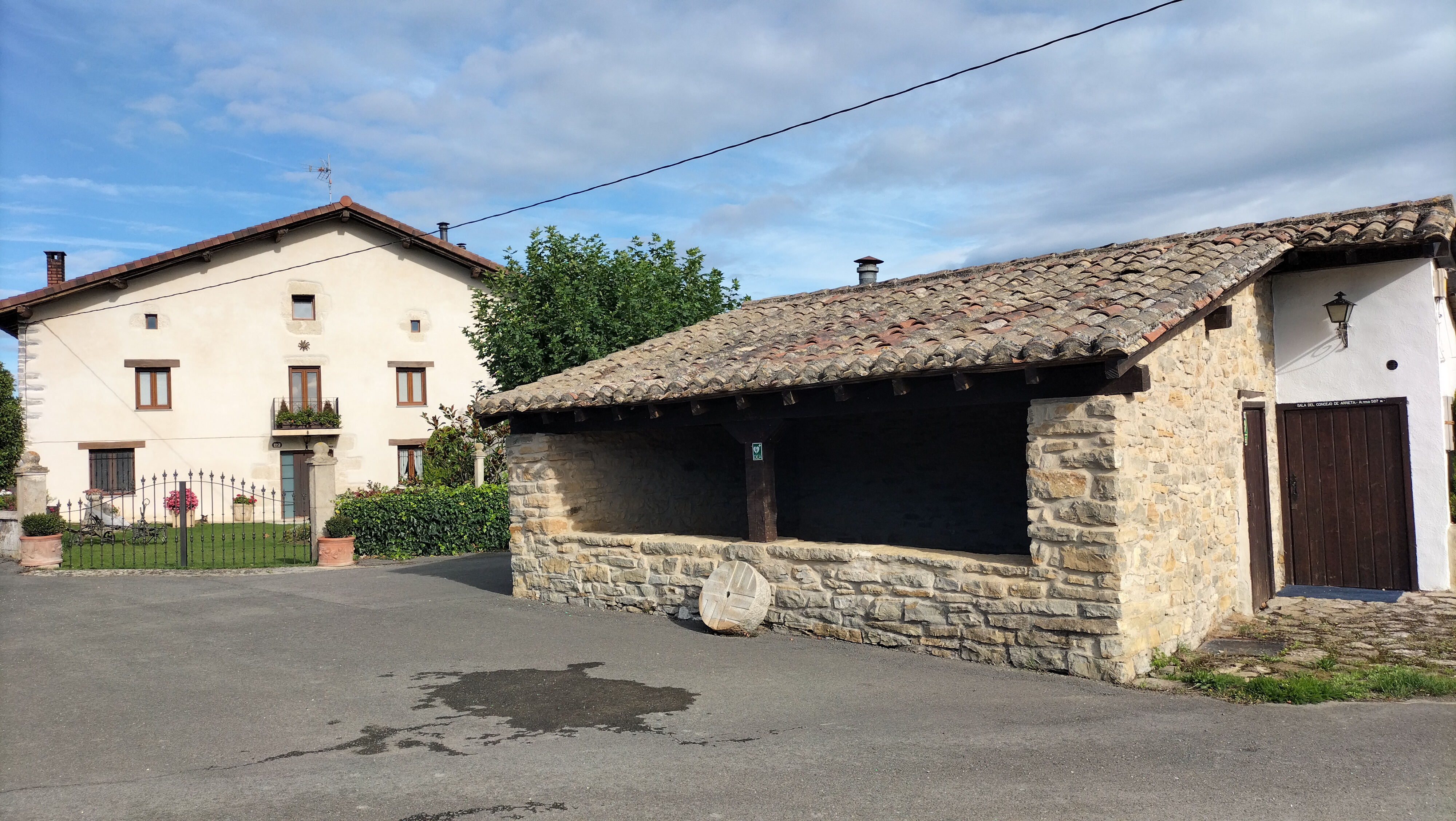
Fuente lavadero

Fuente-abrevadero de Askarriturri: Del siglo XIX. Fuente en pilastra asociada a dos abrevaderos, adosada a un muro, construida con sillería de piedra arenisca.
Fuente vieja: Fuente-abrevadero-lavadero. El depósito, de planta cuadrangular, se halla edificado directamente sobre la roca natural. Tiene bóveda de cañón y fábrica de grandes losas de caliza en el interior y sillarejo en la parte superior. Sobre el depósito de captación abovedado se construyó un pequeño habitáculo para albergar la bomba que suministra el agua al pueblo.
Estela de Arrieta: Estela discoidal situada como elemento decorativo en el jardín de una de las casas de la localidad. Parece ser que no está in situ, sino que proviene de un lugar indeterminado de Ezquerecocha. Está realizada en un bloque monolítico de arenisca y en ambas caras se repite un motivo en forma de cruz griega.
Molino de Arrieta-Ezkerekotxa: Molinero harinero, conocido como Errotantza, del que la primera referencia documental conservada data de 1656. En 1894 se documenta que su uso es compartido con la vecindad de Ezquerecocha.